# Автошлях О 020302
Автошля́х О 020302 — автомобільний шлях довжиною 5.25 км, обласна дорога місцевого значення в Вінницькій області. Пролягає по Вінницькому району від села Некрасово до села Микулинці.